# Amur Chabarowsk
 Amur Chabarowsk (russisch Амур Хабаровск) ist ein 1966 unter dem Namen SKA Chabarowsk gegründeter Eishockeyklub der Stadt Chabarowsk. Die Mannschaft spielt in der Kontinentalen Hockey-Liga und trägt ihre Heimspiele in der 7.100 Zuschauer fassenden Platinum Arena aus. Die Vereinsfarben sind gelb, blau und weiß.

## Geschichte

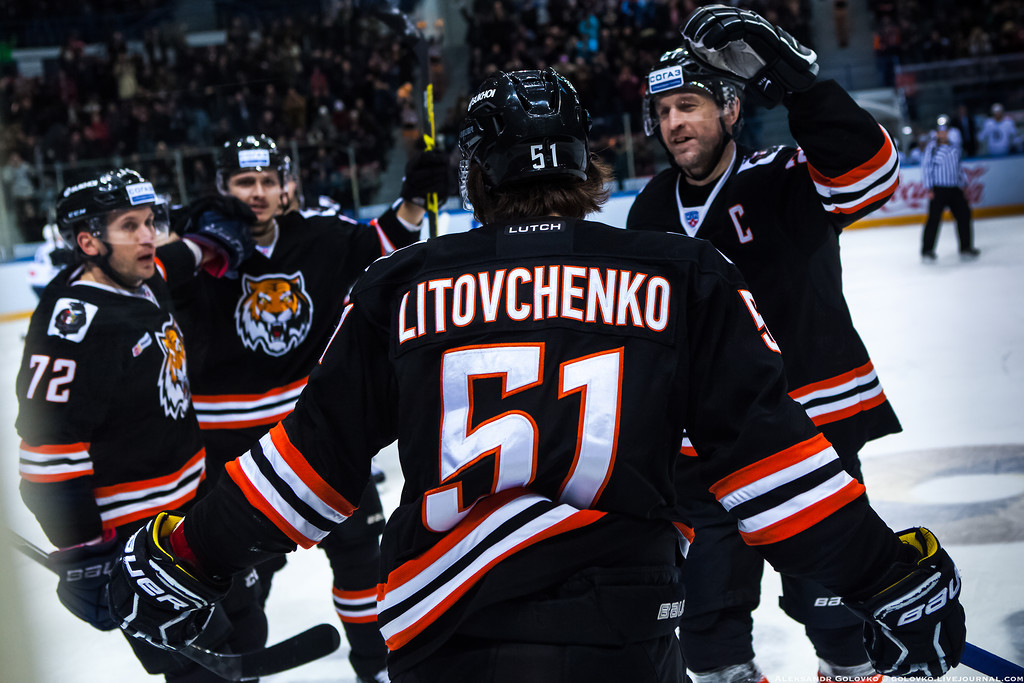
Spieler von Amur (2016)

Der Klub wurde 1966 als SKA Chabarowsk gegründet, ehe der heutige Klubname und das Logo 1997 neu gewählt wurden. Als SKA Chabarowsk wurde die Mannschaft 1989 Meister der damaligen dritten Liga und schaffte über eine Relegationsrunde den Aufstieg in die zweithöchste sowjetische Spielklasse. 1996 und 2006 – nach dem zwischenzeitlichen Abstieg – gelang der Aufstieg in die Superliga.
Seit der Saison 2008/09 nimmt die Mannschaft am Spielbetrieb der neu gegründeten Kontinentalen Hockey-Liga teil.

## Trainer
| Trainer                  | Zeitraum                      |
| ------------------------ | ----------------------------- |
| Alexander Blinow         | 1996 – 1997                   |
| Walentin Jegorow         | 1997 – 1998                   |
| Wladimir Marinitschew    | 1998 – 1999                   |
| Wiktor Semykin           | 1999 – 16. März 2000          |
| Alexander Blinow         | 16.03.2000 – 25.05.2000       |
| Sergei Borissow          | 25.05.2000 – 09.09.2000       |
| Wladimir Marinitschew    | 2000 – 2001                   |
| Michail Warnakow         | 2001 – 2002                   |
| Andrei Pjatanow          | 2002 – 2003                   |
| Leonid Weresnjew         | 2003 – 2004                   |
| Alexander Blinow         | 2004 – 2005                   |
| Andrei Sidorenko         | 2005 – Oktober 2006           |
| Wladimir Marinitschew    | Oktober 2006 – Dezember 2007  |
| Anatoli Jemelin          | Dezember 2007 – Oktober 2009  |
| Alexander Blinow         | Oktober 2009 – September 2010 |
| Sergei Swetlow           | September 2010 – April 2011   |
| Hannu Jortikka           | April 2011 – Dezember 2012    |
| Alexander Blinow         | Interimstrainer               |
| Jewgeni Popichin         | Januar 2013 – März 2013       |
| Juri Leonow              | April 2014 – Oktober 2014     |
| Jukka Rautakorpi         | April 2014 – Februar 2015     |
| Waleri Dawletschin       | Februar 2015 – Mai 2015       |
| Sergei Schepelew         | Mai 2015 – Dezember 2015      |
| Andrei Nikolischin       | Dezember 2015 – April 2016    |
| Mischat Fachrutdinow     | April 2016 – Dezember 2016    |
| Andrei Martemjanow       | Dezember 2016 – April 2018    |
| Nikolai Borschtschewskij | April 2018 – Januar 2019      |
| Alexander Guljawzew      | Januar 2019 – Juli 2020       |
| Pawel Torgajew           | seit Juli 2020                |

## Bekannte ehemalige Spieler
- Nikita Gussew
- Aleksejs Širokovs
- Artjom Sub